# Manfred Stecher
Manfred Stecher (* 23. Januar 1968 in Rosenheim) ist ein deutscher Sänger, Schauspieler und Pianist.

## Leben
Manfred Stecher wurde als Zwillingssohn deutsch-italienischer Eltern geboren. Er entschied sich nach dem Abitur zunächst für ein Klavierstudium an der Musikhochschule München und der Musikhochschule Augsburg. Danach begann er sein Gesangs- und Schauspielstudium an der Hochschule für Musik und darstellende Kunst Mozarteum in Salzburg in den Meisterklassen von Karl Christian Kohn und Heiner Hopfner, welches er 1994 mit dem großen Diplom erfolgreich abschloss.
Neben seiner vielfältigen Konzerttätigkeit folgten erste Bühnenengagements u. a. an den Städtischen Bühnen Augsburg, dem Prinzregententheater München, dem Salzburger Landestheater, den Schauspielhäusern in Frankfurt am Main, Berlin, Hamburg sowie der Komödie im Bayerischen Hof in München, deren Ensemble er seit 1995 regelmäßig angehört. An diesem Hause hatte er besonders in der Rolle des Harry Frommermann in Gottfried von Greifenhagens und Franz Wittenbrinks Erfolgsproduktion „Die Comedian Harmonists“ Erfolge, wofür er den Merkur-Preis 2000 des Münchner Merkurs erhielt.
Er arbeitete mit namhaften Regisseuren wie August Everding, Hellmuth Matiasek und Rolf von Sydow zusammen. Neben seiner Bühnenpräsenz in Oper, Musical und Schauspiel tätig, stand er auch immer wieder vor der Kamera u. a. für Serien wie „Der Alte“, „Siska“, „Dr. Stefan Frank“, „Hallo Robbie!“ oder Filmproduktionen wie „Chopin, Bilder einer Trennung“ in Frankreich.
Stecher hat einen eineiigen Zwillingsbruder Alexander-Klaus, mit dem er nicht nur des Öfteren vor der Kamera steht, sondern auch 2006 das Klassik-Pop Duo „Fratelli Project“ gründete, mit dem beide bereits große Erfolge u. a. im Salzburger Festspielhaus, der Münchner Olympiahalle aber auch dem „Traumschiff“ verbuchen konnten.
Manfred Stecher ist mit der litauischen Opernsängerin Rosita Kekyte verheiratet, das Ehepaar hat zwei Kinder und lebt im oberbayerischen Chiemgau.

## Oper/Musical (Auswahl)
| Titel                        | Rolle        | Regie          | Ort                           |
| ---------------------------- | ------------ | -------------- | ----------------------------- |
| „Lulu“ (Friedrich Kuhlau)    | Dilfeng      | A. Schönolt    | Landestheater Salzburg        |
| „Die Nase“ (Schostakowitsch) | Barbier      | J. Chundela    | Städt. Bühnen Augsburg        |
| „Figaro“ (Mozart)            | Figaro       | J. Wallnig     | Opernhaus Rovereto            |
| „Lustige Witwe“ (Lehár)      | Cascada      | P. Baumgart    | Städt. Bühnen Augsburg        |
| „Zauberflöte“ (Mozart)       | Papageno     | A. Roth        | Residenz Salzburg             |
| „Peter Pan“ (W. Hiller)      | Smy          | A. Everding    | Prinzregententheater          |
| „Ich Marlene“ (M. Kosel)     | G. Cooper    | R. Lewandowski | Komödie i. Bayer. Hof München |
| „Sinatra Story“ (Kosel)      | Dean Martin  | A. Stöcker     | Münchner Tournee              |
| „My fair Lady“               | Freddy       | P. Baumgart    | Freilichtbühne Augsburg       |
| „Comedian Harmonists“        | Frommermann  | A. Stöcker     | Komödie i. Bayer. Hof München |
| „Drei von der Tankstelle“    | Willi        | E. Baumgarten  | Komödie i. Bayer. Hof München |
| „Die Kluge“                  | Mauleselmann | H. Matiasek    | Orff-Festspiele Andechs       |
| „Bernauerin“                 | Hexe/Adliger | H. Matiasek    | Orff-Festspiele Andechs       |

## Schauspiel (Auswahl)
| Titel                         | Rolle  | Regie      | Ort                     |
| ----------------------------- | ------ | ---------- | ----------------------- |
| „Romeo & Julia“ (Shakespeare) | Paris  | C. Brück   | Theatergastspiele Kempf |
| „Räuber“ (Schiller)           | Moor   | B. Janosch | Theater Hagen           |
| „Glasmenagrie“ (T. Williams)  | Tom    | Seiltgen   | Theater Ingolstadt      |
| „Gespenster“ (Ibsen)          | Oswald | J. Jickel  | Theater Basel           |

## Filmografie (Auswahl)
| Titel                            | Rolle               | Regie          | Sender   |
| -------------------------------- | ------------------- | -------------- | -------- |
| „Chopin, Bilder einer Trennung“  | Bocage              | K. Kirschner   | ARTE/ZDF |
| „Dr. Stefan Frank“               | Tommy               | U. Witte       | RTL      |
| „Bei aller Liebe“                | Wirt                | R.W. Henschel  | ARD      |
| „Maria Stuart“                   | Drury               | H. Schirk      | BR       |
| „Schicksale vor Gericht“         | Harald Münz         | T. Kleef       | SAT1     |
| „Streit um Drei“                 | W. Zimmermann       | W. Hundhammer  | ZDF      |
| „Das Schlosshotel“               | Martin Stocker      | H. Schorlemmer | BR       |
| „Prost Oskar!“                   | Toni Sägmüller      | H. Schorlemmer | BR       |
| „Karriere auf der Alm“           | Marcello Trappatoni | H. Schorlemmer | BR       |
| „Der Alte“-Spiel mit dem Feuer   | Markus Kubik        | G. Erhard      | ZDF      |
| „Der Alte“-Du sollst nicht töten | Fernsehsprecher     | G. Erhard      | ZDF      |
| „Soko 5113“                      | Sven Hellwig        | J. Schneider   | ZDF      |
| „Der Alte“                       | Charly Lehmann      | H. Griesmayr   | ZDF      |
| „Siska“-Einsamer Mörder          | Journalist Klein    | H.J. Tögel     | ZDF      |
| „Der Alte“-Todfeinde             | R. Kotulla          | G. Erhard      | ZDF      |
| „Hallo Robbie!“-R. sieht doppelt | M. Seebach          | C. Klüncker    | ZDF      |

## Tonträger
- „Ich Marlene“, Central Sound Hamburg
- „Zu Gast bei Mozart“, Atlantis Resurrexit
- „Peter Pan“ || Deutsche Grammophon
- „Comedian Harmonists“, Komödie im Bayerischen Hof München
- „Fratelli Project“, Almara/Rough Trade